# Muzeum Poldi Pezzoli
Muzeum Poldi Pezzoli (wł. Museo Poldi Pezzoli) – muzeum w Mediolanie, w prowincji Lombardia, w północnych Włoszech. Placówka gromadzi zbiory z zakresu malarstwa i rzeźbiarstwa, jak również broń, szkło, zegary, porcelanę, zabytkowe meble, biżuterię oraz gobeliny. Funkcję dyrektora muzeum sprawuje obecnie Annalisa Zanni.

## Historia
W 1879 r. niespodziewanie zmarł włoski kolekcjoner sztuki, Gian Giacomo Poldi Pezzoli. Zgodnie z jego wolą kolekcja, którą zgromadził posłużyła do utworzenia fundacji artystycznej. Zarząd nad nią powierzono dawnemu przyjacielowi i współpracownikowi Pezzolego, Giuseppe Bertiniemu. Niebawem w Mediolanie założono muzeum, którego otwarcie nastąpiło 25 kwietnia 1881 r., kiedy w mieście trwała Wystawa Światowa.
Bertini w kolejnych latach starał się rozszerzać muzealne zbiory o kolejne pozycje. Po jego śmierci w 1898 r. dyrektorem muzeum został architekt Camillo Boito, kierownik Akademii Brera. Podjął on próby reorganizacji pomieszczeń mieszczących ekspozycje, tak by były one bardziej funkcjonalne, a zwiedzający uzyskali łatwiejszy dostęp do eksponatów. Na krótko po rozpoczęciu II wojny światowej muzeum zostało zamknięte, a obiekty, które można było przetransportować, zostały wywiezione do bezpieczniejszych miejsc.
W sierpniu 1943 r. podczas bombardowania Mediolanu, budynek muzeum został w znacznym stopniu zniszczony. Uszkodzone zostały stropy, stiuki, freski, a także drewniane elementy dekoracyjne. Po zakończeniu wojny rozpoczęto odbudowę placówki. Muzeum zostało ponownie otwarte dla publiczności 3 grudnia 1951 r. W kolejnych latach muzeum zostało wzbogacone o zbrojownię i wystawę biżuterii.

## Ekspozycje

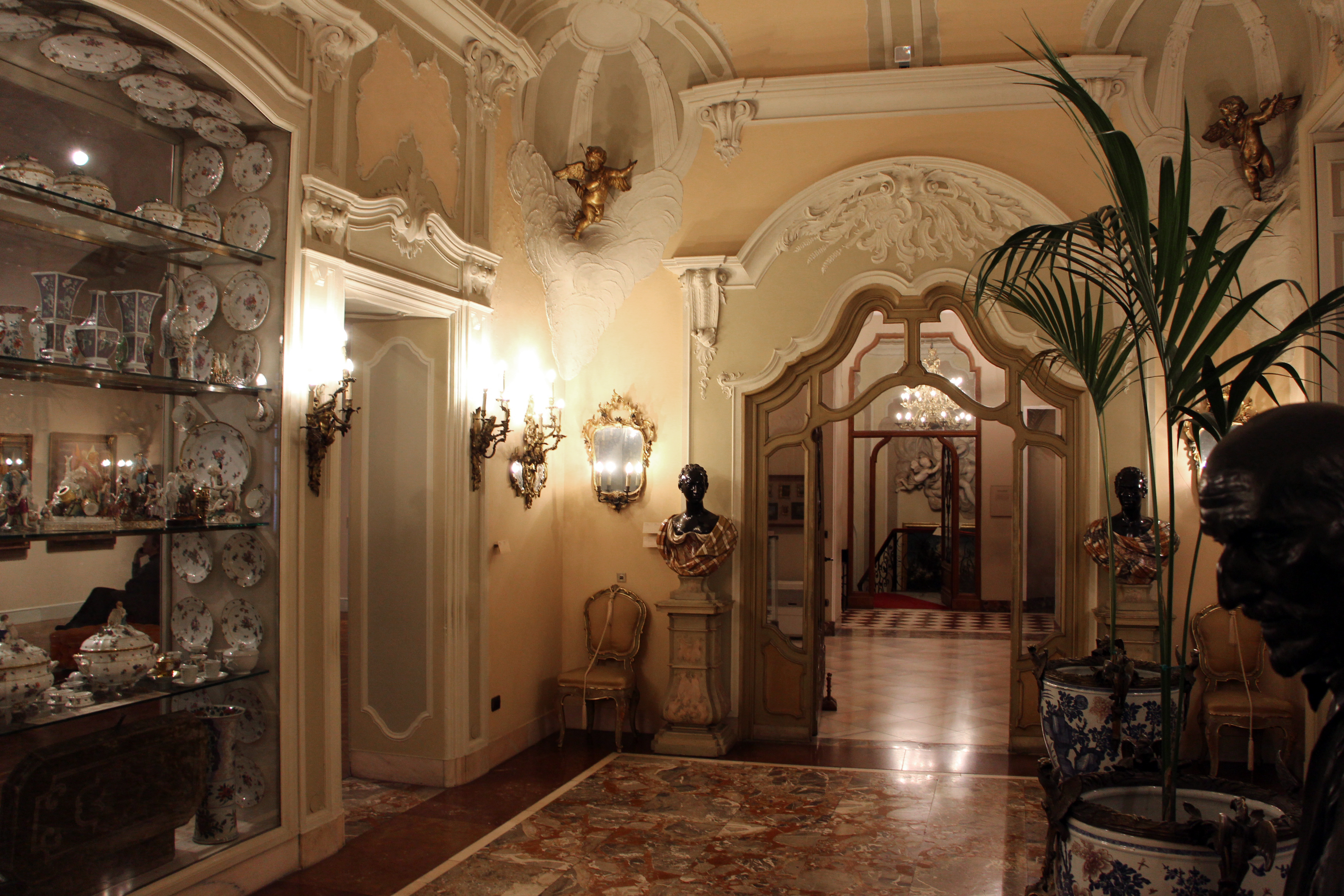
Wnętrze muzeum

Eksponaty rozlokowano w 25 pomieszczeniach na dwóch poziomach. Na parterze znajduje się między innymi zbrojownia, powstała w 2000 r. Autorem elementów dekoracyjnych pomieszczenia jest rzeźbiarz Arnaldo Pomodoro. Kolekcja składa się głównie z fragmentów uzbrojenia pochodzących z Mediolanu i Brescii oraz XVI- i XVII-wiecznej broni palnej sprowadzonej z Niemiec. W sąsiednim pomieszczeniu prezentowane są freski autorstwa Carla Innocenza Carlone, przeniesione do muzeum w 1951 r. z Villi Colleoni w Calusco d’Adda. Biblioteka muzealna składa się z około 3,5 tysiąca woluminów z okresu od XV do XIX wieku, w tym sporą kolekcję prac teologicznych, filozoficznych, historycznych, geograficznych oraz podróżniczych.
Na pierwszym piętrze, w trzech Pokojach Lombardzkich mieści się kolekcja dzieł sztuki autorstwa lombardzkich twórców z okresu renesansu. W Pokoju Złotym umieszczono jedne z największych dzieł znajdujących się w zbiorach muzeum, w tym Imago Pietatis Giovanniego Belliniego, Opłakiwanie Chrystusa Sandra Botticellego, Madonna z Dzieciątkiem Andrei Mantegny oraz Święty Mikołaj z Tolentino Piera Della Francesca.
Ponadto, w muzeum znajduje się licząca 129 obiektów kolekcja zegarów mechanicznych z XVI-XIX wieku, przekazanych przez Bruna Falcka, wystawa poświęcona biżuterii, a także kolekcja prawie 200 szklanych eksponatów z Murano w okolicach Wenecji.